# Declaração Islâmica

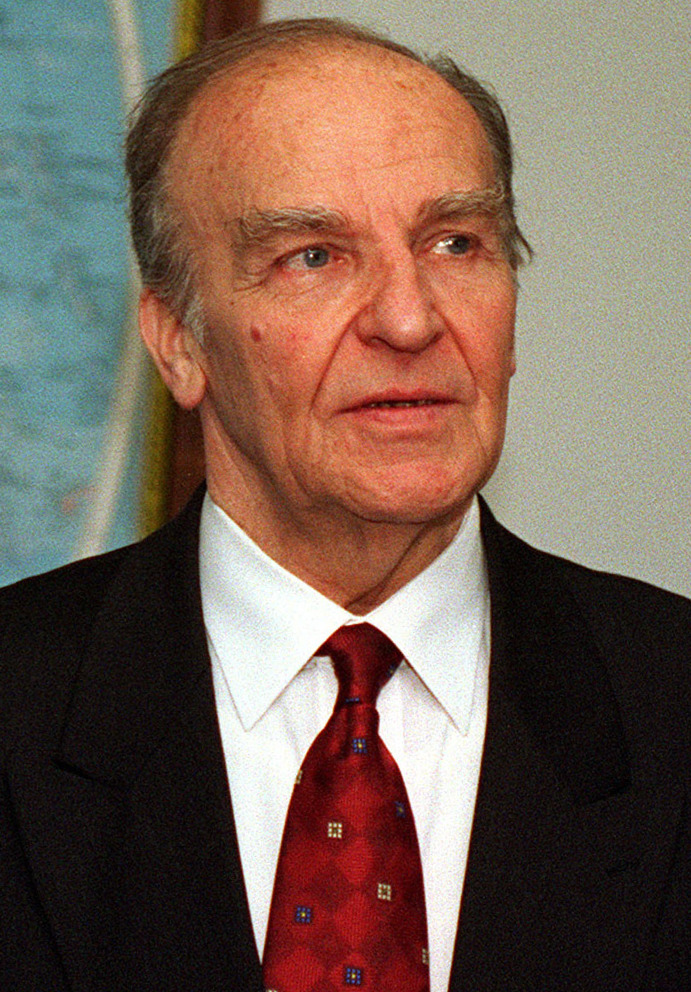
Izetbegović em 1997

A Declaração Islâmica (em bósnio: Islamska deklaracija) é um ensaio escrito por Alija Izetbegović publicado em 1970 em Sarajevo, RS da Bósnia e Herzegovina, RSF da Iugoslávia. Ele apresenta suas visões sobre o islamismo e a modernização. O tratado tenta conciliar o progresso no estilo ocidental com a tradição islâmica e faz um apelo à "renovação islâmica". O trabalho foi posteriormente usado contra Izetbegović e outros pan-islâmicos em um julgamento de 1983 em Sarajevo, que resultou em sua condenação a 14 anos de prisão. Ele foi libertado depois de dois anos.
A declaração continua sendo uma fonte de controvérsia. Durante a dissolução da Iugoslávia, as lideranças sérvia e croata acusaram Izetbegović e seu Partido de Ação Democrática (SDA) de fundamentalismo islâmico e de tentar estabelecer um estado islâmico.

## Visão geral
O ensaio Declaração Islâmica é descrito por John V.A. Fine como um trabalho "teórico" sobre a questão de se o Islã e um estado islâmico poderiam existir num mundo moderno,  e por Kjell Magnusson como "em termos de género... um ensaio religioso e moral-político... discute a situação do Islã e dos muçulmanos no mundo contemporâneo".  Banac descreve-o como uma tentativa de conciliar o progresso ao estilo ocidental com a tradição islâmica. 

## Pontos de vista

### Não há modernização sem raízes no Alcorão
A ideia principal é que o Alcorão permite a modernização, mas estabelece limites. Para este fim, Izetbegović citou a Turquia de Atatürk como um exemplo negativo de perda de raízes islâmicas, terminando em estagnação econômica, e o Japão como um exemplo positivo, em que a retenção da maior parte da sua própria cultura provou ser compatível com a modernização e o crescimento económico. 

#### Clérigos e modernistas
As teses consideram que a "renovação islâmica" está bloqueada por duas forças: os "clérigos" e os "modernistas". Ulemá, a classe de estudiosos eruditos, representa um islamismo degenerado, que transformou a religião em forma sem conteúdo, enquanto os intelectuais modernistas tentam popularizar a cultura ocidentalizada, que é estranha ao islamismo e aos sentimentos íntimos das grandes massas. As massas muçulmanas, portanto, carecem de líderes e ideias que as despertariam de sua letargia, e há uma distinção trágica entre a intelectualidade e as pessoas comuns. Vê a necessidade de uma nova geração de intelectuais muçulmanos, renascidos na sua própria tradição. 

### A ordem islâmica
Alija descreve assim a sua ordem islâmica imaginada: 
À pergunta "O que é uma sociedade muçulmana?", nossa resposta é uma comunidade composta por muçulmanos, e consideramos que essa resposta diz tudo, ou quase tudo. O significado dessa definição é que não existe um sistema institucional, social ou jurídico que possa existir separadamente das pessoas que são seus atores, do qual poderíamos dizer: "Este é um sistema islâmico". Nenhum sistema é islâmico ou islâmico per se. Ele só o é com base nas pessoas que o compõem.
Ele vê o movimento islâmico como moral e não político, e o define como uma vanguarda ideológica: 
Somente indivíduos testados e treinados, reunidos em uma organização sólida e homogênea, podem vencer a luta pela ordem islâmica e pela reconstrução completa da sociedade islâmica. Esta organização não tem qualquer semelhança com um partido político do arsenal de uma democracia ocidental; é um movimento fundado na ideologia islâmica, com critérios claros de pertença moral e ideológica. 

### Governo islâmico
Izetbegović escreveu que um governo islâmico não é possível exceto no contexto de uma sociedade islâmica, que só pode existir quando a maioria absoluta da população é constituída por muçulmanos sinceros e praticantes. Com base nisso, é impossível teorizar um governo islâmico na Bósnia, onde os muçulmanos, mesmo que apenas nominalmente, são uma minoria. 
A ordem islâmica só pode ser concretizada em nações nas quais os muçulmanos representam a maioria da população. Sem essa premissa social, a ordem islâmica cai em mero poder (pela falta do segundo elemento, a sociedade islâmica) e pode regredir à tirania.
Uma das passagens citadas pelos críticos J. Millard Burr e Robert O. Collins contra Alija é a passagem "O movimento islâmico deve começar a tomar o poder assim que for moral e numericamente forte o suficiente para fazê-lo". Clinton Bennett, no entanto, afirma que eles não citam a passagem na mesma página que diz "O renascimento islâmico é primeiro uma revolução na educação e só depois na política" ou a passagem na página 49 "a ordem islâmica só pode ser estabelecida em países onde os muçulmanos representam a maioria da população", já que "a história não relata nenhuma revolução verdadeira que tenha vindo do poder... todas começaram na educação e significaram, em essência, uma convocação moral" (página 53). 
Bennett diz que, embora Izetbgović tenha pedido a tomada do poder, não há nada que se assemelhe a um pedido de ação extraconstitucional. Izetbegović diz na página 53 que uma tirania não deve ser substituída por outra. 

Outras citações do livro incluem:
As nações muçulmanas nunca aceitarão nada que seja explicitamente contra o islamismo, porque o islamismo aqui não é meramente uma fé e uma lei, o islamismo se tornou amor e compaixão. Aquele que se levanta contra o islamismo não colherá nada além de ódio e resistência.
Em perspectiva, há apenas uma saída à vista: a criação e a reunião de uma nova inteligência que pense e sinta de acordo com as linhas islâmicas. Essa inteligência então levantaria a bandeira da ordem islâmica e, junto com as massas muçulmanas, embarcaria em ações para implementar essa ordem.
A educação da nação, e especialmente a mídia de massa – a imprensa, a TV e o cinema – deve estar nas mãos de pessoas cuja autoridade moral e intelectual islâmica seja incontestável.
Ele afirmou que “uma sociedade islâmica sem um governo islâmico é incompleta e impotente”  e que “a história não conhece um único movimento verdadeiramente islâmico que não tenha sido simultaneamente um movimento político”. 
Outras teses de Izetbegović, que são categorizadas por alguns  como pertencentes ao fundamentalismo islâmico e outros como simples afirmações da fé ortodoxa", incluem a crença de que um estado islâmico deve proibir o álcool, a pornografia e a prostituição, a visão do islamismo não apenas como uma crença privada, mas como um estilo de vida público com uma dimensão social e política, e a transcendência das fronteiras nacionais pela irmandade de todo o mundo islâmico, a Umma. 

### Renovação islâmica
A obra aborda a difícil situação dos muçulmanos no mundo contemporâneo, a de “decadência moral e estagnação humilhante”, que deve ser contrariada com o necessário retorno ao Alcorão e ao Islã.  Izetbegović argumentou que havia necessidade de revolução religiosa e política. A declaração afirma explicitamente que "a renovação religiosa tem uma prioridade clara". O ponto de partida da transformação religiosa será o próprio Islã. 
Ele alertou que o islamismo é uma coisa e o registro histórico dos muçulmanos é outra. Grandes danos foram causados ao povo muçulmano. Ele afirmou que o renascimento surgiria "dos princípios e da natureza do islamismo e não dos fatos sombrios característicos do mundo muçulmano atual". Como primeiro passo, ele pediu uma revolução moral para preencher a lacuna entre os princípios mais elevados do islamismo e o "comportamento decepcionante dos muçulmanos contemporâneos". Depois disso, uma reforma política se seguirá. O cerne da revolução política será o exercício democrático do poder pela maioria muçulmana pós-reforma. 

Izetbegović supostamente não rejeitou a civilização ocidental em si, embora tenha criticado o que considerou como a rápida secularização coercitiva da Turquia sob Atatürk. Izetbegović se enfureceu contra os "chamados progressistas, ocidentalizadores e modernizadores" que querem implementar a mesma política em outros países.
Desde a sua fundação, o islamismo se dedicou, sem preconceitos, ao estudo e à coleta de conhecimentos herdados por civilizações anteriores. Não entendemos por que o islamismo de hoje deveria adotar uma abordagem diferente em relação às conquistas da civilização euro-americana, com a qual tem tantos contatos.
No seu tratado, O Islã entre o Oriente e o Ocidente, ele teria elogiado a arte renascentista, a moral cristã, a filosofia anglo-saxónica e as tradições social-democratas. 

Quanto ao seu pan-islamismo, ele escreveu:
O islamismo se tornou amor e compaixão... Aquele que se levanta contra o islamismo não colherá nada além de ódio e resistência... Em uma das teses para uma ordem islâmica hoje, afirmamos que é uma função natural da ordem islâmica reunir todos os muçulmanos e comunidades muçulmanas do mundo todo em um só. Nas condições atuais, esse desejo significa uma luta pela criação de uma grande federação islâmica, do Marrocos à Indonésia, da África tropical à Ásia Central.

#### Islamismo e os tempos modernos
A abordagem de Izetbegović à lei islâmica parece ser aberta, uma vez que ele pensa que os muçulmanos não têm de estar vinculados a interpretações passadas. 
Há princípios islâmicos imutáveis que definem o relacionamento entre os homens, e entre os homens e a comunidade, mas não há uma estrutura econômica, social ou política islâmica fixa, transmitida de uma vez por todas. Fontes islâmicas não contêm nenhuma descrição de tal sistema. A maneira como os muçulmanos conduzirão uma economia, organizarão a sociedade e governarão no futuro será, portanto, diferente da maneira como eles conduziram uma economia, organizaram a sociedade e governaram no passado. Cada época e cada geração tem a tarefa de encontrar novas maneiras e meios de implementar as mensagens básicas do Islã, que são imutáveis e eternas, em um mundo que é mutável e eterno.

### Instituições não islâmicas
O tratado considera que o princípio fundamental da ordem islâmica, a unidade da fé e da política, leva, entre outras coisas, à seguinte "primeira e principal conclusão":
Não há paz ou coexistência entre a fé islâmica e as instituições sociais e políticas não islâmicas. O fracasso dessas instituições em funcionar e a instabilidade desses regimes em países muçulmanos, manifestada em frequentes mudanças e golpes de estado, são muitas vezes consequência de sua oposição a priori ao islamismo, como sentimento fundamental e principal das pessoas nesses países. Ao reivindicar seu direito de ordenar seu próprio mundo sozinho, o islamismo claramente descarta o direito e a possibilidade de aplicação de qualquer ideologia estrangeira em sua própria região. Não existe, portanto, nenhum princípio leigo, e o Estado deve ser um reflexo e apoiar os conceitos morais da religião. 
Noel Malcolm afirma que se referia apenas a países onde a maioria da população praticava o islamismo, afirmando que “toda a discussão sobre a natureza de um sistema político islâmico é inaplicável à Bósnia.  Vjekoslav Perica, entretanto, afirma que apelou aos muçulmanos para que exijam um estado próprio, assim que se tornem a maioria num país, organizado de acordo com as leis e normas islâmicas. 
A ordem islâmica nela prevista visa proibir a “intoxicação alcoólica do povo”, a prostituição pública e secreta, todas as formas de pornografia, os casinos, as discotecas e casas de dança, bem como outras formas de entretenimento incompatíveis com os preceitos morais islâmicos. 

### Minorias
O tratado afirma:
A ordem islâmica só pode ser alcançada em países onde os muçulmanos representam a maioria da população. Sem essa maioria, a ordem islâmica é reduzida apenas ao poder do Estado (porque o outro elemento — a sociedade islâmica — está ausente) e pode se transformar em violência. Minorias não muçulmanas dentro dos limites de um estado islâmico, desde que sejam leais, desfrutam de liberdade religiosa e toda proteção. As minorias muçulmanas dentro dos limites das comunidades não islâmicas [estatais], desde que as suas liberdades religiosas, a sua vida normal e o seu desenvolvimento sejam garantidos, são leais a essa comunidade e obrigadas a cumprir todas as suas obrigações para com ela, exceto aquelas que prejudicam o Islã e os muçulmanos. 
Aleksander Pavkovic afirma que, dada a insistência do tratado na introdução da lei islâmica, não é claro se previa qualquer participação política de não-muçulmanos num estado islâmico, a sua aplicação de preceitos legais e morais islâmicos restringiria obviamente os direitos civis e as liberdades dos não-muçulmanos. 

### O princípio republicano
Embora os detalhes da organização política islâmica sejam deixados bastante vagos, três princípios republicanos de ordem política são considerados essenciais, que são: (1) a elegibilidade do chefe de Estado, (2) a responsabilidade do chefe de Estado perante o povo, (3) a obrigação de resolver questões gerais e sociais em comunidade. 
Além de questões de propriedade, o islamismo não reconhece nenhum princípio de herança, nem nenhum poder com prerrogativa absoluta. Reconhecer o poder absoluto de Alá significa uma negação absoluta de qualquer outra autoridade todo-poderosa (Alcorão 7/3, 12/40). "Qualquer submissão de uma criatura que inclua a falta de submissão ao Criador é proibida" (Maomé, que a paz esteja com ele). Na história da primeira, e talvez até agora a única ordem islâmica autêntica - a era dos quatro primeiros califas, podemos ver claramente três aspectos essenciais do princípio republicano de poder: (1) um chefe de estado eletivo, (2) a responsabilidade do chefe de estado para com o povo e (3) a obrigação de ambos de trabalhar em assuntos públicos e questões sociais. Este último é explicitamente apoiado pelo Alcorão (3/159, 42/38). Os quatro primeiros governantes da história islâmica não foram reis nem imperadores. Eles foram escolhidos pelo povo. O califado herdado foi um abandono do princípio eleitoral, uma instituição política islâmica claramente definida. 

## Consequências e legado

### Ensaios
Hasan Čengić, Alija Izetbegović e Omer Behmen foram presos em abril de 1983 e julgados por um tribunal de Sarajevo por uma variedade de acusações chamadas de "crimes como atividade principalmente hostil inspirada pelo nacionalismo muçulmano, associação para fins de atividade hostil e propaganda hostil", juntamente com outros dez ativistas bósnios. Izetbegović foi condenado a 14 anos, depois cinco, mas foi libertado da prisão após cumprir dois anos. A acusação era "ataque contra o socialismo [e] a vontade de construir um Estado Islâmico na Bósnia". Todos foram perdoados em 1988. 
O veredito foi fortemente criticado por organizações ocidentais de direitos humanos, incluindo a Anistia Internacional e a Helsinki Watch, que alegaram que o caso foi baseado em "propaganda comunista" e que os acusados não foram acusados de usar ou defender a violência. Em maio seguinte, a Suprema Corte da Bósnia reconheceu o ponto com um anúncio de que "algumas das ações dos acusados não tinham características de atos criminosos" e reduziu a sentença de Izetbegović para doze anos. Em 1988, quando o regime comunista vacilou, ele foi perdoado e libertado após quase cinco anos de prisão. A sua saúde sofreu graves danos. 

### Legado
A erupção da guerra fortaleceu a identidade muçulmana da Bósnia.  Em 1993, "Bosníaco" foi adotado como nome para a nacionalidade muçulmana bósnia, no 1º Congresso de Intelectuais Muçulmanos-Bósnios, para substituir o rótulo imposto de "muçulmanos".  O Acordo de Dayton pôs fim à guerra e trouxe uma nova constituição para a Bósnia e Herzegovina, agora duas entidades, com a Federação da Bósnia e Herzegovina, de maioria bosníaca e croata, e a República Srpska, de maioria sérvia.

### Avaliação
A Bósnia e Herzegovina nunca foi mencionada explicitamente no texto.  O próprio Izetbegović insistiu muitas vezes que as declarações sobre a criação de um estado islâmico eram hipotéticas e não deveriam ser aplicadas à situação na Bósnia.
O establishment político da Croácia e da Sérvia, com apoio ideológico explícito da academia e cobertura considerável da mídia, acusou Izetbegović e seu partido político, o SDA, de tentar estabelecer um estado islâmico ou algum tipo de república muçulmana na Bósnia, frequentemente citando seu ensaio argumentando como a declaração é indicativa de uma intenção, ou como uma declaração aberta do fundamentalismo islâmico, ou como evidência do islamismo.   Passagens da declaração também foram frequentemente citadas por muitas figuras políticas proeminentes, como Franjo Tuđman, Radovan Karadžić, Dobrica Ćosić, Vojislav Šešelj, entre outros. Aos olhos dos sérvios, Izetbegović queria transformar a Bósnia e Herzegovina num estado islâmico. 
A Declaração designou o Paquistão como um país modelo a ser imitado pelos revolucionários muçulmanos em todo o mundo.  Uma das passagens que foi particularmente escolhida pelos seus oponentes foi: "Não pode haver paz ou coexistência entre a fé islâmica e as instituições sociais e políticas não islâmicas... o Estado deve ser uma expressão da religião e deve apoiar os seus conceitos morais." 